# Bomolocha vitula
Bomolocha vitula là một loài bướm đêm trong họ Noctuidae.